# 西便门桥
39°53′51″N 116°21′01″E / 39.897577°N 116.350198°E
西便门桥，位于北京市西城区，是向北的复兴门南大街（二环）与东西向的宣武门西大街交汇的立交桥。其中宣武门西大街在桥西分成两部分，一部分属于二环，另一部分连接莲花池东路，两部分向西均到达天宁寺桥。桥呈近似三角形，中心处有未曾拆除的北京内城遗址。西便门桥以原来位于桥西北的西便门命名。
西便門橋東北方向曾有名叫太平湖的濕窪地，現已消失。